# 櫨谷町友清
櫨谷町友清（はぜたにちょうともきよ）は、兵庫県神戸市西区の大字。旧明石郡櫨谷村大字友清。郵便番号は651-2232。

## 地理
櫨谷地域の東側、友清川の上流に位置する。西側は櫨谷町福谷・東側および北側は櫨谷町寺谷・南側は伊川谷町前開と接する。

## 歴史

### 沿革
- 1889年 - 櫨谷村ノ内友清とする[4]。
- 1917年 - 櫨谷村大字友清と改称する[4]。

### 字域の変遷
| 実施前                 | 実施年       | 実施後                 |
| ---------------------- | ------------ | ---------------------- |
| 明石郡櫨谷村大字友清   | 1947年3月1日 | 神戸市垂水区櫨谷町友清 |
| 神戸市垂水区櫨谷町友清 | 1982年8月1日 | 神戸市西区櫨谷町友清   |

## 世帯数と人口
2021年（令和3年）12月31日現在の世帯数と人口は以下の通りである。
| 町丁       | 世帯数 | 人口 |
| ---------- | ------ | ---- |
| 櫨谷町友清 | 45世帯 | 97人 |

## 小・中学校の学区
市立小・中学校に通う場合、学区は以下の通りとなる。
| 町丁       | 番地 | 小学校             | 中学校             |
| ---------- | ---- | ------------------ | ------------------ |
| 櫨谷町友清 | 全域 | 神戸市立櫨谷小学校 | 神戸市立櫨谷中学校 |

## 交通

### 鉄道
地内には鉄道は通っていない。

### バス
- 神姫バス
- 神戸市バス

### 道路
- 兵庫県道65号神戸加古川姫路線

## 施設
- 友清柿園 - 9戸の農家が運営する2.6haの敷地に1200本の伊豆早生・冨有柿・松本早生などの柿を育てており、1973年から一般に開放され、期間は10月下旬から11月上旬である[6][7]。
- フジモトゴルフ企画
- 友清公会堂
- 新長谷寺 - 明石郡三十三か所であり、鎌倉時代に衣笠左衛門佐が菩提寺として建立したか1483年に衣笠左衛門尉行重菩提寺として建立したか言い伝えられている[4]。

### 書籍
- 神戸史学会 編『神戸の町名 改訂版』（第一冊発行）神戸新聞、2007年12月10日。ISBN 978-4-343-00437-6。

### パンフレット
- 『神戸電鉄沿線 情報誌SUZURAN vol.90』（第一冊発行）神戸電鉄、2012秋。ISBN 978-4-343-00437-6。